# José María Morelos y Pavón (Xochitepec)
José María Morelos y Pavón es una localidad del estado mexicano de Morelos. Es parte del municipio de Xochitepec.

## Toponimia
El nombre de la localidad rinde homenaje a José María Morelos, héroe de la Independencia de México.

## Demografía
| Gráfica de evolución demográfica |
|                                  |

| Censo | Población |
| ----- | --------- |
| 1990  | 3 249     |
| 2000  | 7 992     |
| 2010  | 10 625    |
| 2020  | 11 805    |